# Armando Rami
Armando Rami (Burrel, 24 settembre 1997) è un calciatore albanese, difensore svincolato.

## Carriera
Il 21 gennaio 2019 viene acquistato a titolo definitivo dalla squadra albanese del Kastrioti.

## Statistiche

### Presenze e reti nei club
Statistiche aggiornate al 2 ottobre 2023.
| Stagione         | Squadra          | Campionato       | Campionato | Campionato | Coppe nazionali | Coppe nazionali | Coppe nazionali | Coppe continentali | Coppe continentali | Coppe continentali | Altre coppe | Altre coppe | Altre coppe | Totale | Totale |
| Stagione         | Squadra          | Comp             | Pres       | Reti       | Comp            | Pres            | Reti            | Comp               | Pres               | Reti               | Comp        | Pres        | Reti        | Pres   | Reti   |
| ---------------- | ---------------- | ---------------- | ---------- | ---------- | --------------- | --------------- | --------------- | ------------------ | ------------------ | ------------------ | ----------- | ----------- | ----------- | ------ | ------ |
| 2017-2018        | Kamza            | KS               | 0          | 0          | CA              | 3               | 0               | -                  | -                  | -                  | -           | -           | -           | 3      | 0      |
| 2018-gen. 2019   | Kamza            | KS               | 1          | 0          | CA              | 1               | 0               | -                  | -                  | -                  | -           | -           | -           | 2      | 0      |
| Totale Kamza     | Totale Kamza     | Totale Kamza     | 1          | 0          |                 | 4               | 0               |                    | -                  | -                  |             | -           | -           | 5      | 0      |
| gen.-giu. 2019   | Kastrioti        | KS               | 2          | 1          | CA              | 2               | 0               | -                  | -                  | -                  | -           | -           | -           | 4      | 1      |
| 2019-2020        | Kastrioti        | KP               | 19         | 0          | CA              | 1               | 0               | -                  | -                  | -                  | -           | -           | -           | 20     | 0      |
| 2020-2021        | Kastrioti        | KS               | 30         | 0          | CA              | 1               | 0               | -                  | -                  | -                  | -           | -           | -           | 31     | 0      |
| 2021-2022        | Kastrioti        | KS               | 34         | 1          | CA              | 4               | 0               | -                  | -                  | -                  | -           | -           | -           | 38     | 1      |
| 2022-2023        | Kastrioti        | KS               | 24         | 0          | CA              | 2               | 0               | -                  | -                  | -                  | -           | -           | -           | 26     | 0      |
| Totale Kastrioti | Totale Kastrioti | Totale Kastrioti | 109        | 2          |                 | 10              | 0               |                    | -                  | -                  |             | -           | -           | 119    | 2      |
| 2023-2024        | Elbasani         | KP               | 3          | 0          | CA              | 0               | 0               | -                  | -                  | -                  | -           | -           | -           | 3      | 0      |
| Totale carriera  | Totale carriera  | Totale carriera  | 113        | 2          |                 | 14              | 0               |                    | -                  | -                  |             | -           | -           | 127    | 2      |